# Памятник Гёте (Берлин)
Памятник Гёте (нем. Goethe-Denkmal) работы скульптора Фрица Шапера находится в Берлине в восточной части Большом Тиргартене по улице Эбертштрассе между Бранденбургскими воротами и улицей Леннештрассе. Памятник из каррарского мрамора был торжественно открыт в 1880 году. В конце XX века в целях защиты от природного воздействия была временно заменена на бетонную копию.
Берлинский комитет Гёте призывал установить памятник Гёте в Берлине ещё в 1860 году, но поначалу не нашёл отклика. В 1861 году было принято решение возвести в Берлине памятники поэтам Гёте, Шиллеру и Лессингу. В 1868—1871 годах был создан памятник Шиллеру на площади Жандарменмаркт, памятник Гёте появился в 1880 году, а памятник Лессингу — в 1890 году.
В мае 1872 года был объявлен конкурс на проект памятника Гёте, в котором приняли участие пятьдесят участников. Наибольшую поддержку у публики получил проект малоизвестного в то время скульптора Фрица Шапера. Тем не менее, комитет не мог принять окончательное решение и рекомендовал доработать четыре лучших проекта. В 1873 году заказ на памятник Гёте всё-таки получил Фриц Шапер, который работал над ним в 1876—1880 годах. Сначала Шапер изобразил поэта в молодости, но в конечном варианте Гёте выглядел уже зрелым мужчиной около сорока лет. На торжественной церемонии открытия 2 июня 1880 года присутствовали многие видные представители культуры и политики.
Высота памятника Гёте достигает шести метров, высота скульптуры поэта на круглом постаменте составляет 2,72 метра. У подножия памятника разместились три аллегорические женские скульптуры: Лирики в образе музы с лирой, Драмы с письменными принадлежностями и гением с факелом смерти и читающей аллегории Науки.
Во время Второй мировой войны памятник Гёте получил некоторые несерьёзные повреждения. В 1959—1960 годах была проведена первая реставрация. В 1982 году мраморный оригинал переехал в лапидарий на Ландвер-канале, в 2009 году был переведён в цитадель Шпандау. В 1987 году копия памятника Гёте, выполненная скульптором и реставратором Гаральдом Гаакке, заняла место оригинала в Тиргартене. Бетонная скульптура за двадцать лет подверглась разрушительному воздействию загрязнённого воздуха и непогоды и 12 ноября 2010 года была заменена на гораздо лучше сохранившийся мраморный оригинал.

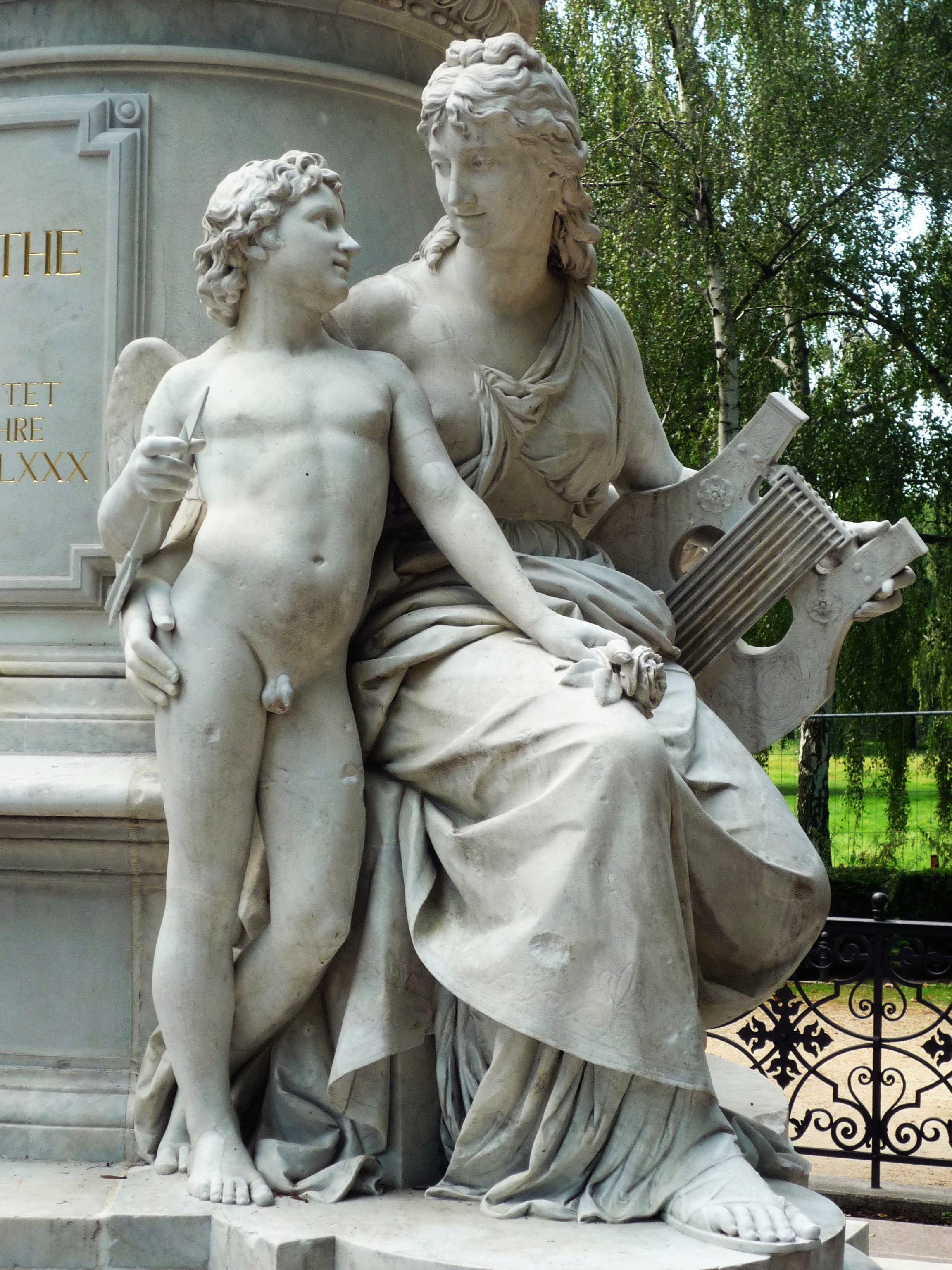
Аллегория Лирики
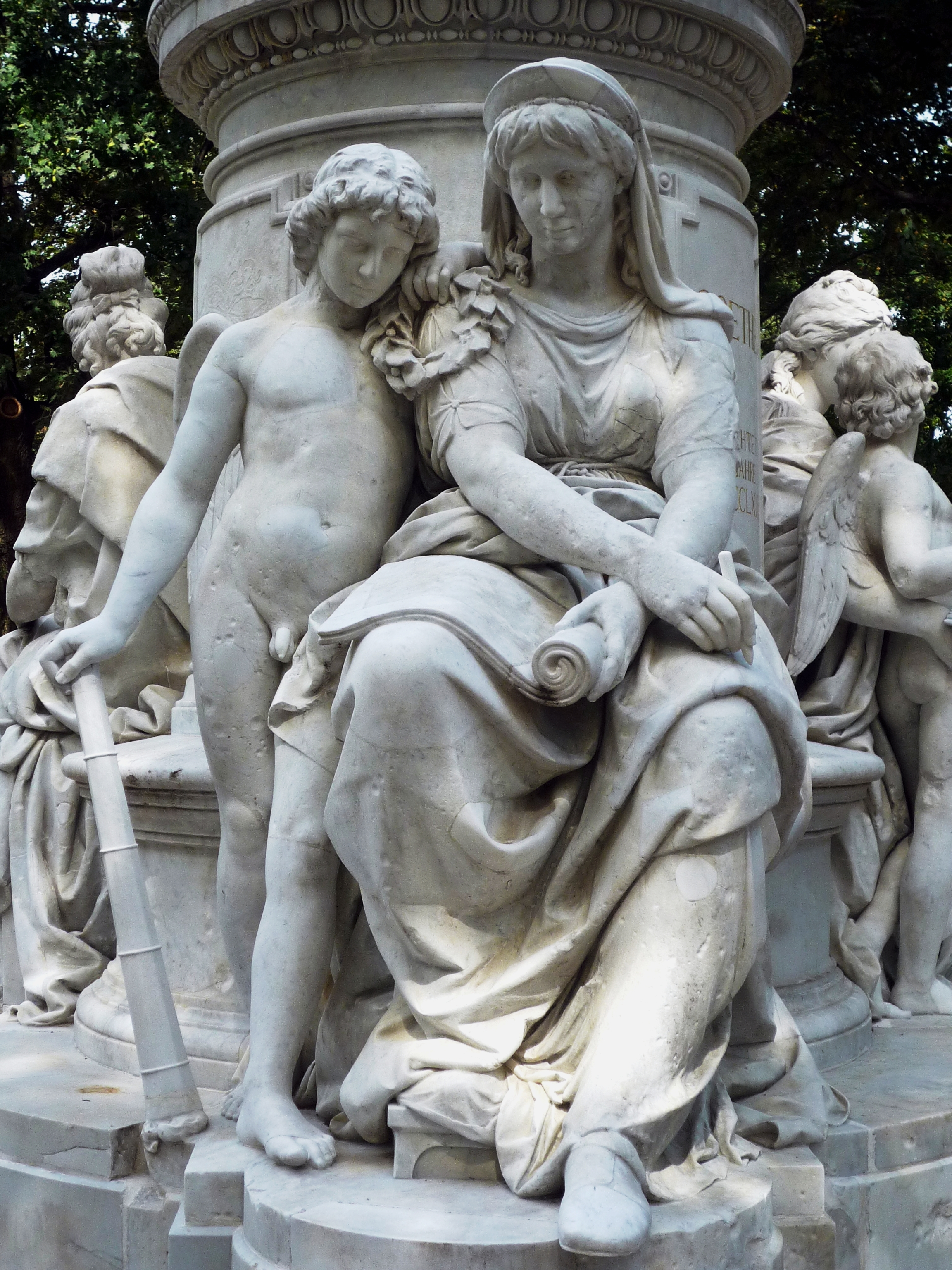
Аллегория Драмы
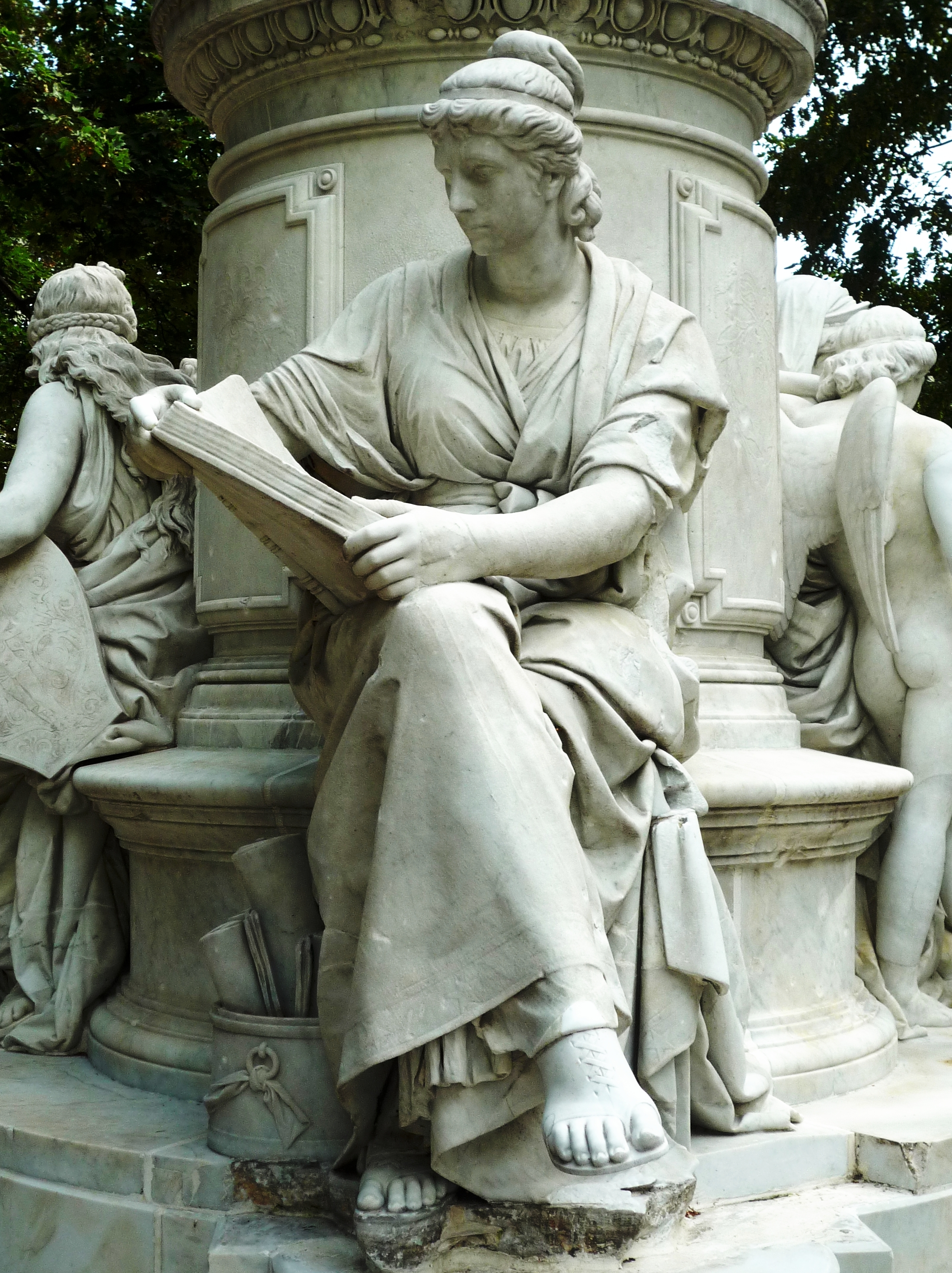
Аллегория Науки